# Team-up
Team-up (lett. "far squadra") è un'espressione della lingua inglese utilizzata in ambito fumettistico, cinematografico e televisivo in particolare della tradizione dei supereroi di editori statunitensi, per riferirsi a quelle storie in cui vengono fatti incontrare personaggi di serie diverse, che solitamente non operano insieme. La storia avviene in uno o più albi della stessa collana, il contrario di quanto accade nel crossover dove la storia si ramifica in varie collane.
Questi incontri avvengono in genere tra personaggi di una stessa casa editrice; un esempio è la comparsa di Hulk, eroe creato dalla Marvel Comics, in un albo degli X-Men (ancora Marvel); oppure l'intera collana World's Finest Comics della DC Comics che racconta le avventure vissute insieme da Superman e Batman. Più raramente si incontrano supereroi di editori diversi, per esempio Superman (DC) e l'Uomo Ragno (Marvel) che si scontrano in un team-up datato 1976.
Il fumetto ha copiato dalla narrativa letteraria questo espediente di far interagire personaggi con ambientazioni ben distinte; per esempio, Jules Verne fece incontrare il capitano Nemo (20.000 leghe sotto i mari) con i protagonisti de L'isola misteriosa.
Nei primi decenni della storia del fumetto l'incontro fra personaggi provenienti da diverse pubblicazioni o diversi editori era molto frequente, anche per via delle ancora non consolidate politiche di protezione del copyright. Il primo grande team-up fu il volume All the Funny Folks, pubblicato nel 1926, che metteva insieme ben 48 personaggi di editori diversi, tra cui Krazy Kat e i monelli Bibì e Bibò.
Per le case editrici, i team-up vengono spesso creati in seguito a precise scelte di mercato, per esempio allo scopo di sfruttare la notorietà di un personaggio per presentarne uno nuovo al pubblico, o per cercare di risollevare una collana che sta avendo una crisi nelle vendite.

## Intercompany Team-up
Breve rassegna degli incontri pubblicati in Italia tra i personaggi degli editori più importanti di comics negli USA (tra parentesi l'editore italiano).
- DC Comics e Marvel Comics:
  - Le battaglie del Secolo, collana che pubblica tutti i team-up tra i due colossi dei comics USA (Panini Comics)
- DC Comics e Image Comics:
  - Batman / Spawn (Panini Comics e Play Media Company)
  - Batman / Darkness (Panini Comics)
  - Batman / Deathblow (Magic Press)
  - Batman / Planetary (Magic Press)
  - Superman / Savage Dragon (Play Media Company)
  - Superman / Gen¹³ (Magic Press)
  - Justice League of America / Wildcats (Play Media Company)
  - Justice League of America / Cyberforce (Play Media Company)
  - Justice League of America / Planetary (Magic Press)
  - Lobo / The Authority (Magic Press)
- DC Comics e Dark Horse Comics:
  - Superman vs Alien (Play Media Company)
  - Superman vs Predator (Planeta de Agostini)
  - Superman contro Terminator (Play Media Company)
  - Superman / Madman: Hullabaloo! (Play Media Company)
  - Batman vs Alien (Play Media Company)
  - Batman vs Predator (Play Media Company)
  - Batman / Grendel (Phoenix Editore)
  - Batman / Tarzan (Play Media Company)
  - Batman / Starman / Hellboy (Play Media Company)
  - Joker / The Mask (Play media Company)
  - Lobo / The Mask (Play Media Company)
  - Lanterna Verde vs Alien (Play Media Company)
- DC Comics & Fleetway (la Fleetway è una casa editrice inglese):
  - Batman / Giudice Dredd (Play Media Company)
  - Lobo / Giudice Dredd (Play Media Company)
- Marvel Comics & Image Comics:
  - Le battaglie del millennio, collana con incontri tra personaggi Marvel e Image Comics (Panini Comics)
  - Speciale la Rinascita degli eroi, scontro a tutto campo tra l'universo Marvel e Image (Panini Comics)
  - X-men / Wildcats (Star Comics)
  - Uomo Ragno / Invincible (Panini Comics)
  - Uomo Ragno / Backlash (Star Comics)
  - Wolverine / Witchblade (Panini Comics)
  - Wolverine / Deathblow (Star Comics)
  - Hulk / Darkness (Panini Comics)
  - Fantastici Quattro / Gen¹³ (Magic Press)
- Image Comics e Dark Horse Comics:
  - Savage Dragon / Hellboy (Lexy Produzioni)
  - Witchblade / Darkness / Alien / Predator (Panini Comics)
  - Wildcats vs Alien (Star Comics) (nella storia gli Alien sterminano Stormwatch e dalle ceneri nascerà The Authority)
- Fleetway e Dark Horse:
  - Predator contro Giudice Dredd (Magic Press)

## Team-up italiani
Gli editori italiani hanno utilizzato la stessa formula dei colleghi oltreoceano e hanno fatto interagire i loro eroi insieme.
La Sergio Bonelli Editore ha pubblicato ben sette albi dedicati a questi incontri:
- Dylan Dog e Martin Mystère 1 Ultima fermata l'incubo! (1990)
- Dylan Dog e Martin Mystère 2 La fine del mondo (1992)
- Mister No e Martin Mystère Fuga da Skynet (1993)
- Martin Mystère e Nathan Never 1 Prigioniero del futuro (1996)
- Martin Mystère e Nathan Never 2 Il segreto di Altrove (2001)
- Dragonero e Zagor Speciale Dragonero 2 - Avventura a Darkwood (2015)
- Brendon e Morgan Lost Speciale Brendon 13 - La mappa delle stelle (2016)

Nel campo di team-up tra editori diversi, troviamo sempre la Bonelli insieme alla Star Comics con l'albo:
- Lazarus Ledd extra 12 - Tunguska: con il team-up tra Lazarus Ledd e Martin Mystère.

Sono stati realizzati anche molti team-up avvenuti all'interno delle singole collane, dove un altro personaggio compare come guest-star al fianco del titolare della serie in questione; ad esempio il Comandante Mark e il Grande Blek che lottano fianco a fianco contro gli inglesi o Legs Weaver che prende a fucilate Groucho, l'assistente di Dylan Dog. Anche Nathan Never e Martin Mystère agiscono insieme in una storia in due parti della serie regolare fantascientifica, in particolare negli albi n. 64 (L'isola nel cielo) e n. 65 (La guerra senza tempo).